# باکلان کاکلی

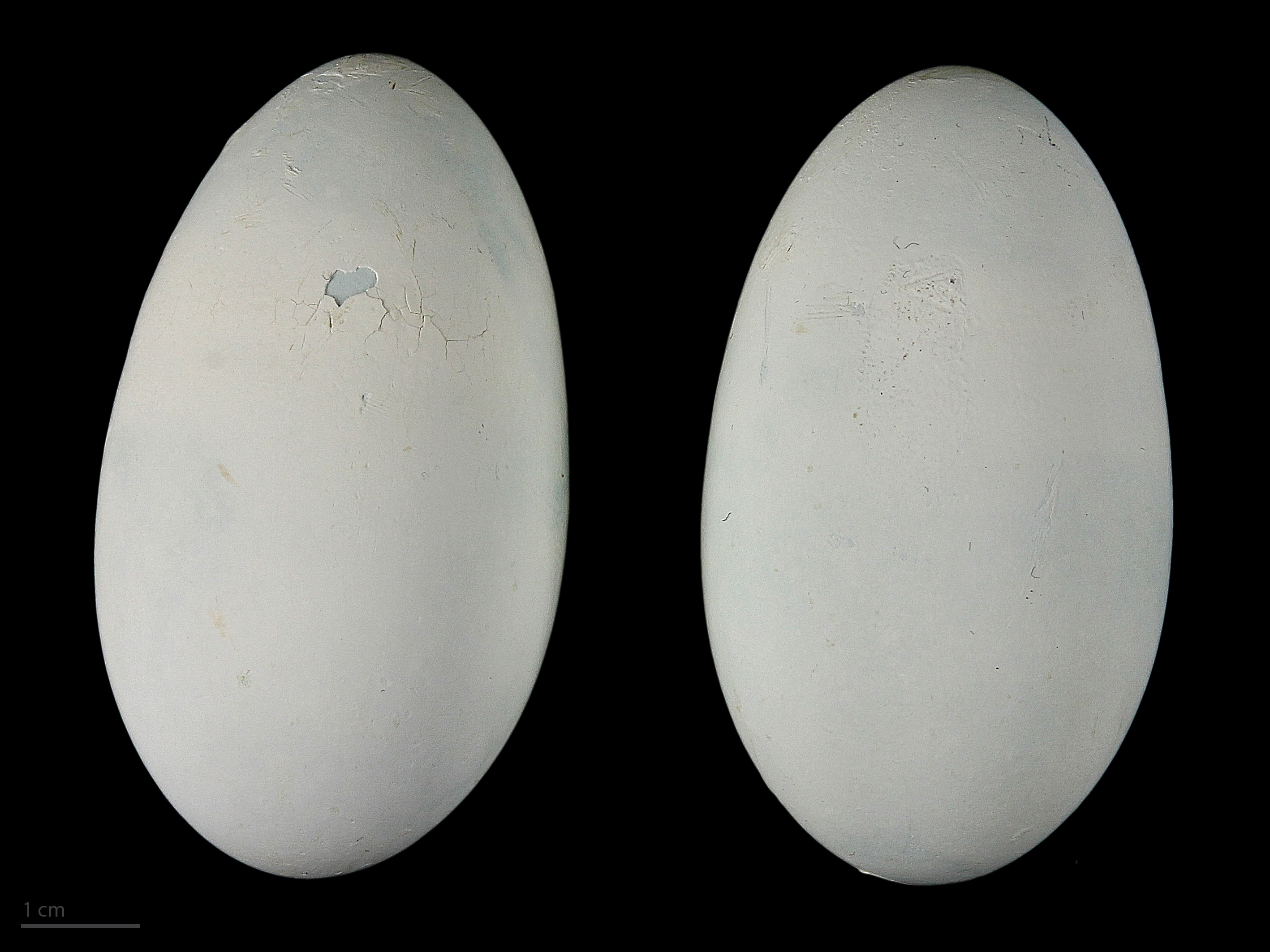
Phalacrocorax aristotelis

باکلان کاکلی، باکلان اروپایی یا باکلان معمولی (نام علمی: Phalacrocorax aristotelis) نام یک گونه از سرده باکلان‌های سیاه است.